# LA X
"LA X" comprende los episodios 104° y 105° de la serie televisiva Lost de la American Broadcasting Company que marca el estreno de su sexta y última temporada. Fue escrito por Damon Lindelof y Carlton Cuse y dirigido por el productor ejecutivo Jack Bender. Ambas partes fueron transmitidas el 2 de febrero de 2010 en ABC en los Estados Unidos y en CTV en Canadá.
La historia trata sobre las consecuencias de la detonación de la bomba de hidrógeno al final del episodio anterior, "The Incident". "LA X" introduce un nuevo instrumento narrativo, las realidades alternas, que sustituye a las técnicas utilizadas previamente, tales como flashbacks, flashforwards y los viajes en el tiempo. ABC se ha referido a estas escenas como "flash sideways".

## Argumento
Tras la detonación de la bomba de hidrógeno en el episodio "The Incident", se presentan dos realidades alternas: la primera tiene lugar en 2004 y la segunda en 2007.

### 2004
La primera línea del tiempo comienza en el vuelo Oceanic 815, en el que el intento de los sobrevivientes de cambiar el futuro evitó exitosamente el accidente. La isla es mostrada sumergida bajo el agua. La mayoría de las situaciones se mantienen igual; por ejemplo, Kate Austen (Evangeline Lilly) todavía está siendo transportada bajo custodia del alguacil Edward Mars (Fredric Lehne), el Dr. Jack Shephard (Matthew Fox) está transportando a su padre fallecido y John Locke (Terry O'Quinn) aparece paralizado; sin embargo, también hay algunas diferencias: Boone Carlyle (Ian Somerhalder) está regresando a Los Ángeles solo dado que su hermanastra Shannon Rutherford decidió quedarse en Australia, Hugo "Hurley" Reyes (Jorge García) dice ser el hombre vivo con más suerte, Locke dice haber participado en su excursión y Desmond Hume (Henry Ian Cusick) es un pasajero más. Durante el vuelo, Jack es llamado para dar los primeros auxilios a Charlie Pace (Dominic Monaghan), quien se estaba asfixiando al intentar tragarse una pequeña bolsa de heroína. Con ayuda de Sayid Jarrah (Naveen Andrews), Jack lo resucita; no obstante, Charlie es arrestado por posesión de drogas. Jack también tiene un encuentro con Desmond, aunque este no vuelve a aparecer cuando el avión aterriza.
Una vez que el avión aterriza a salvo en LAX, le informan a Jack que la aerolínea ha perdido el ataúd con el cuerpo de su padre. Kate escapa y secuestra a un taxi en donde se encontraba Claire Littleton (Emilie de Ravin) como pasajera. Jin-Soo Kwon (Daniel Dae Kim) es detenido debido a que no declaró una gran cantidad de efectivo en el formulario debido. Su esposa, Sun-Hwa Kwon (Yunjin Kim), temerosa de revelar que habla inglés, no hace nada para ayudar en la situación. Jack habla con Locke, quien nota que su equipaje también ha desaparecido. Discuten la condición de Locke, que Jack ofrece a evaluar gratuitamente; luego de que Locke le dice que es irreversible, Jack le responde que nada es irreversible.

### 2007
En la segunda línea del tiempo, el intento por cambiar el futuro ha fracasado. Como resultado, nada ha cambiado y los eventos siguen directamente lo acaecido en "The Incident". Jack, Kate, Hurley, Sayid, Jin, Juliet, James, y Miles han regresado al presente al lugar de la estación El Cisne de la Iniciativa Dharma, inmediatamente después de que Ben Linus asesinara a Jacob. Sawyer se enfurece con la posibilidad de que la muerte de Juliet no haya servido para nada e inicia una pelea con Jack, a quien culpa de ella; sin embargo, Kate oye una voz que pide ayuda es Juliet está viva bajo los escombros de la estación. Los sobrevivientes intentan quitar los hierros que evitan ir con Juliet, y con la ayuda de Jin logran quitarlos. Mientras los quitan Sawyer le dice a Kate que si muere él va a matar a Jack. Sawyer entra para rescatar a Juliet, pensando que está muerta le pide que abra los ojos. Al abrirlos Sawyer le promete sacarla de allí. Juliet le dice que ella explotó la bomba porque no quería que Sawyer llegara a la isla. Mientras Kate espera fuera y le pregunta si está bien. Sawyer le responde: «Estoy en eso». Pudiendo abrazarla ya, él sigue diciéndole que la va a sacar. Juliet dice que deberían ir a tomar un café. Antes de morir le pide un beso a James y que le tiene que decir algo muy importante. James le dice: Dímelo pero ya no le contesta. Entonces empieza a llorar. Sale del hoyo y mira a Jack diciéndolo: Tu hiciste esto.
Hurley atiende a Sayid, quien ha sido mortalmente herido por un disparo. Jacob se aparece ante Hurley y le explica que nadie más puede verlo debido a que está muerto. Además, le dice a Hurley que debe llevar a Sayid al templo de los Otros para salvarlo. También debe llevar consigo el estuche de la guitarra que Jacob le había dado previamente. Kate le pregunta a Sawyer si va a ir con ellos. Sawyer le responde que no, que irá a enterrar a Juliet. Sawyer y Miles se quedan a enterrar a Juliet. Sawyer forza a Miles a utilizar sus habilidades paranormales para hablar con Juliet, quien le transmite el críptico mensaje "Funcionó".
En el templo, el grupo encuentra a los restantes miembros de los Otros y a otros sobrevivientes que se han refugiado con ellos, incluyendo a la azafata del vuelo 815 Cindy (Kimberley Joseph) y a dos niños secuestrados, Zack y Emma, que habían estado desaparecido desde que fueron capturados por los Otros. Los sobrevivientes son capturados y llevados ante dos hombres, Dogen (Hiroyuki Sanada), un japonés, y su traductor, Lennon (John Hawkes). Hurley les dice que Jacob lo ha enviado y les ofrece el estuche de la guitarra como prueba. Al interior se encuentra una anj de madera, que el líder rompe para encontrar una nota con la lista de los nombres de Hurley y sus compañeros y la instrucción de ayudar a Sayid o, de lo contrario, estarán todos en problemas. Sayid es llevado a una fuente, cuyas aguas se han enturbiado, donde es mantenido sumergido durante el lapso que marca un reloj de arena. Cuando emerge, es dado por muerto. Sintiéndose culpable, Jack le administra reanimación cardiopulmonar, pero Sayid no responde. Sawyer y Miles son llevados al templo, después de haber sido capturados tras enterrar a Juliet. Dogen interroga a Hurley en un cuarto separado, donde Hurley le revela que Jacob está muerto. En shock por la noticia, los Otros hacen sonar una alarma y preparan sus defensas en espera de un ataque inminente. Mientras tanto, varios de los Otros insisten en que Jack se una a ellos en una conversación privada. Jack se niega y comienza una pelea. A este punto, Sayid se reanima de improviso.
Al interior del pedestal de la estatua, el Hombre de negro, quien había tomado la forma de John Locke, envía a Ben a traer a Richard Alpert (Nestor Carbonell). Afuera, Richard se niega a entrar y, en su lugar, muestra a Ben el cuerpo inerte de Locke. Bram (Brad William Henke) y su equipo del vuelo Ajira 316 entran a la estatua junto con Ben. El Hombre de negro se transforma en el Humo negro y los mata fácilmente, excepto a Ben. Luego, el Hombre de negro le explica a Ben que su verdadero objetivo era regresar a casa. Lo encuentra irónico, pues Locke quería desesperadamente permanecer y vivir en la isla. Afuera, Richard ve las bengalas emitidas por los Otros del templo. Entonces, el Hombre de negro sale del pedestal y lo confronta, diciéndole que no lo había visto desde que Richard estaba encadenado. Ahí, Richard se da cuenta quién es el hombre, pero este lo golpea antes de que pueda decir nada. El Hombre de negro anuncia que está decepcionado de los Otros y carga a Richard hacia la jungla.